# Národní park Cilento, Vallo di Diano a Alburni
Národní park Cilento, Vallo di Diano a Alburni (italsky Parco nazionale del Cilento, Vallo di Diano e Alburni), je národní park v jižní Itálii, v regionu Kampánie. Byl založený v roce 1991 a má rozlohu 1 811 km². Park zahrnuje pobřežní oblast Cilento, údolí Vallo di Diano a pohoří Alburni.
Cilento je skalnatá pobřežní oblast mezi zátokou Palinuro a zálivem Policastro. Na skalách jsou podél pobřeží místy strážní saracénské věže, směrem do vnitrozemí je povrch hornatější - Monte Centaurino (1 433 m), Monte Cervati (1 898 m), Monte Motola (1 700 m). K nejznámějším obcím náleží Acciaroli, Castellabate, Palinuro, Policastro a Sapri. Vallo di Diano je údolí, v blízkosti se nachází významné památky a archeologické naleziště, například Paestum. Alburni je pohoří podobných tvarů a podobného složení jako jsou alpské Dolomiti, nejvyšší vrchol je Panormo (1 742 m).